# Cesar Victora
Cesar Gomes Victora (São Gabriel, 28 de março de 1952) é um epidemiologista brasileiro, especialista em nutrição e saúde materno-infantil e equidade em saúde. É Professor Emérito da Universidade Federal de Pelotas, membro da Academia Brasileira de Ciências, com posições honorárias nas universidades de Harvard, Oxford, Johns Hopkins e na Escola de Higiene e Medicina Tropical de Londres. 
Os trabalhos de Victora definiram políticas internacionais de amamentação e nutrição infantil. Suas pesquisas incluem a Avaliação Multipaíses da Estratégia de Atenção Integrada às Doenças Prevalentes na Infância (AIDPI) e o consórcio de pesquisa COHORTS.  É o pesquisador principal das Coortes de Nascimento de Pelotas, conduzidas em 1982, 1993, 2004 e 2015. Foi um dos coordenadores principais do Estudo Multicêntrico de Referência de Crescimento, que deu origem às curvas de crescimento infantil da Organização Mundial da Saúde (OMS). Em 2017, foi premiado com o Prêmio Gairdner de Saúde Global.
Victora atuou e continua atuando em vários comitês internacionais para a Organização Mundial da Saúde e o Unicef, nas áreas de saúde e nutrição infantil. Foi um dos membros fundadores e coordenador científico da iniciativa Contagem Regressiva para 2015, que acompanhou o progresso dos países em relação aos Objetivos de Desenvolvimento do Milênio. Atualmente, é um dos líderes da Contagem Regressiva para 2030, que monitora os Objetivos de Desenvolvimento Sustentável das Nações Unidas destinados a reduzir a mortalidade materna e infantil. Recebeu diversos prêmios de reconhecimento por seu trabalho, incluindo Richard Doll Prize in Epidemiology.

## Educação e formação acadêmica
Victora nasceu em São Gabriel, no estado do Rio Grande do Sul, em 28 de março de 1952. Graduou-se em Medicina pela Universidade Federal do Rio Grande do Sul (UFRGS) em 1976, ano em que começou a residência em Saúde Comunitária, no centro de saúde do Murialdo, da Secretaria de Saúde do Rio Grande do Sul. No ano seguinte, iniciou a lecionar na Universidade Federal de Pelotas (UFPel). 
Em 1980, mudou-se para a Inglaterra, para cursar doutorado em Epidemiologia da Assistência Médica na Escola de Higiene e Medicina Tropical de Londres. Obteve o título de Ph.D em 1983, com a tese intitulada Epidemiologia da Saúde Infantil no Rio Grande do Sul, Brasil. As Inter-relações entre Mortalidade, Subnutrição, Assistência Médica e Desenvolvimento Agrícola.

## Carreira posterior
Após concluir o doutorado, Victora retorna ao Brasil e, ao lado do pediatra Fernando Barros, tornou-se o pesquisador principal em um dos estudos de coorte de nascimentos mais duradouros em andamento, a Coorte de Nascimentos de 1982 em Pelotas. Em parceria com Barros e outros pesquisadores, liderou o estabelecimento de novas coortes de nascimento em 1993, 2004 e 2015, contribuindo para tornar a população da cidade de Pelotas uma das mais estudadas do mundo.
Na década de 1980, Victora realizou o primeiro estudo a mostrar a importância da amamentação exclusiva para prevenir a mortalidade infantil. Suas descobertas contribuíram para a política global da UNICEF e da Organização Mundial de Saúde que recomenda as mães a alimentarem seus bebês exclusivamente com leite materno durante os primeiros seis meses de vida. Posteriormente, suas pesquisas ajudaram a compreender como os primeiros 1000 dias de vida influenciam a saúde física e mental da infância à idade adulta, com impacto sobre o desenvolvimento de doenças crônicas e capital humano.
Victora atuou como consultor do escritório nacional da UNICEF no Brasil, em 1987, tendo ocupado a posição até 1993. Mais tarde, em 1995, prestou novamente assessoria à instituição, desta vez, no Departamento de Avaliação e Pesquisa da UNICEF em Nova York, onde liderou o desenvolvimento do Multiple Indicator Cluster Surveys (MICS - Pesquisas de Grupos de Indicadores Múltiplos), atualmente utilizado em dezenas de países. Em 1996, tornou-se o chefe do Centro Colaborador da OMS para Nutrição na área de Nutrição Materna e Infantil da Universidade Federal de Pelotas, posição que ocupou até 2008. No mesmo ano, recebeu também o título de Professor Honorário da Universidade de Higiene e Medicina Tropical de Londres.
Em 1997, Victora tornou-se assessor técnico sênior da Avaliação Multi-País da Estratégia de Atenção Integrada às Doenças Prevalentes na Infância (AIDPI) para a OMS, em Genebra, em estudo que envolveu 12 países.  Coordenou, com Jennifer Bryce, a série Lancet / Bellagio de Sobrevivência Infantil, em 2003, que resultou na iniciativa Contagem Regressiva para 2015: Saúde Materno-Infantil e do Recém-Nascido.
Em 2007, Victora foi professor visitante na Escola Bloomberg de Saúde Pública, da Universidade Johns Hopkins, onde continua como docente até hoje. Em 2009, recebe o título de Professor Emérito da Universidade Federal de Pelotas e, em 2012, de Research Fellow, da Universidade de Oxford. De 2011 a 2014, ocupou a presidência da Associação Internacional de Epidemiologia. Em 2014, também passa a lecionar na Escola T.H. Chan de Saúde Pública da Universidade de Harvard, como professor visitante.
Atualmente, Victora coordena o Centro Internacional de Equidade em Saúde na Universidade Federal de Pelotas. Com mais de 680 publicações revisadas por pares, é membro dos conselhos editoriais de várias revistas, incluindo o periódico britânico The Lancet. Mais recentemente, suas coortes de nascimento de longo prazo documentaram os benefícios da amamentação para inteligência, educação e renda de adultos. Victora também fez importantes contribuições na área de avaliação do impacto de programas de saúde sobre a mortalidade infantil e sobre desigualdades sociais em saúde. Em 2017, sua unidade de pesquisa na área de equidade em saúde, na UFPel, recebeu a designação de Centro Colaborador da OMS para o Monitoramento da Equidade em Saúde.

## Vida Pessoal
Victora tem seu trabalho baseado na cidade de Pelotas, no Rio Grande do Sul, onde vive com sua esposa, a também epidemiologista Mariângela Silveira. Seu filho, Gabriel Victora, é professor assistente na Universidade de Rockefeller. Apesar das frequentes viagens para África, Genebra, Londres, Estados Unidos, e dos convites para se juntar à Organização das Nações Unidas e a universidades nos países desenvolvidos, Victora optou por não deixar seu país de origem.

## Prêmios e títulos honoríficos
- 1992 – Prêmio Nacional Sendas de Saúde[20]
- 1996 – Prêmio Médico Estadual (1ª Edição), Conselho Estadual de Saúde e Secretaria Estadual de Saúde do Rio Grande do Sul, Brasil
- 2001 – Prêmio FAPERGS - Pesquisadores Destaque 2001, Fundação de Amparo à Pesquisa no Rio Grande do Sul
- 2005 – Título de Cidadão Pelotense, concedido pelo prefeito municipal, Bernardo de Souza[21]
- 2005 – Prêmio Conrado Wessel de Medicina da Fundação Conrado Wessel
- 2008 – Grau de Comendador da República do Brasil, Medalha da Ordem Nacional do Mérito Científico
- 2008 – Prêmio Trajetória Pessoal de Pesquisa em Saúde - Instituto CARSO (México)
- 2008 – Prêmio Liderança em Saúde Interamericana da Organização Pan-Americana da Saúde/Fundação Pan Americana para a Saúde e Educação
- 2010 – Grau de Comendador da República do Brasil, Medalha da Ordem Nacional do Mérito Médico
- 2011 – Prêmio Pesquisa de Saúde Global em Pediatria, do Hospital for Sick Children (Sickkids), Canadá[22]
- 2016 – Prêmio da 54ª Legislatura da Assembleia do Estado do Rio Grande do Sul
- 2017 – Título Doutor Honoris Causa, Universidade Federal do Rio Grande do Sul
- 2017 – Canada Gairdner Global Health Award[23]
- 2017 – Prêmio Anual Patricia Martens de Excelência em Pesquisa sobre Aleitamento Materno, do Journal of Human Lactation, International Lactation Consultants Association
- 2017 – Medalha Sylvio Torres, Fundação de Amparo à Pesquisa do Rio Grande do Sul
- 2018, 2019, 2020 e 2021 – Incluído na lista Clarivate/Web of Science de pesquisadores mais citados
- 2020 - Prêmio Ciência e Tecnologia, CBMM- Companhia Brasileira de Metalurgia e Mineração
- 2021 – Prêmio Richard Doll Prize International Epidemiological Association
- 2023 – Prêmio Almirante Álvaro Alberto para a Ciência e Tecnologia
- 2023 – Doutorado honoris causa pela Universidade Federal de Pelotas[24]

### Livros e monografias
- Epidemiologia da desigualdade: um estudo longitudinal de 6000 crianças brasileiras [The epidemiology of inequality: a longitudinal study of 6000 Brazilian children]. São Paulo: Cebes-Hucitec, 1988; (2nd edition published in 1989; 3rd edition in 1992). Spanish Edition: Epidemiologia de la Desigualdad. Washington: Pan-American Health Organization, 1992.
- Saúde e nutrição das crianças nordestinas. Pesquisas estaduais 1987-92 [Health and nutrition of children of Northeastern Brazil. State surveys 1987-92]. Brasília: UNICEF, 1995.
- Evidence on the long-term effects of breastfeeding: systematic reviews and meta-analyses. Geneva: WHO, 2007. (ISBN 978-92-4-159523-0).
- Practical Epidemiology: Using Epidemiology to Support Primary Health Care. Oxford University Press, 2021 (ISBN 9780192848741).

### Artigos
- Evidence for protection by breast-feeding against infant deaths from infectious diseases in Brazil. The Lancet 330, 319-322 (1987).[25]
- The role of conceptual frameworks in epidemiological analysis: a hierarchical approach. International Journal of Epidemiology 26 (1), 224-227 (1997).[26]
- Evaluation designs for adequacy, plausibility     and probability of public health programme performance and impact. International Journal of Epidemiology 28, 10-18 (1999).[27]
- Applying an equity lens to child health and mortality: more of the same is not enough. The Lancet 362, 233-241 (2003).[28]
- Evidence-based public health: moving beyond randomized trials. American Journal of Public Health 94 (3), 400-405 (2004).[29]
- How can we achieve and maintain high-quality performance of health workers in low-resource settings? The Lancet 366, 1026-1035 (2005).[30]
- Rapid growth in infancy and childhood and obesity in later life–a systematic review. Obesity Reviews 6 (2), 143-154 (2005).[31]
- Maternal and child undernutrition: consequences for adult health and human capital. The Lancet 371, 340-357 (2008).[32]
- Worldwide timing of growth faltering: revisiting implications for interventions using the World Health Organization growth standards. Pediatrics 125, e473-80 (2010).[33]
- Maternal and child undernutrition and overweight in low-income and middle-income countries. The Lancet 382, 427-451 (2013).[34]
- International standards for newborn weight, length, and head circumference by gestational age and sex: the Newborn     Cross-Sectional Study of the INTERGROWTH-21st Project. The Lancet 384, 857-868 (2014).[35]
- Breastfeeding in the 21st century: epidemiology, mechanisms, and lifelong effect. The Lancet 387, 475-490 (2016).[36]
- Revisiting maternal and child undernutrition in low-income and middle-income countries: variable progress towards an     unfinished agenda. The Lancet 397, 1388-1399 (2021).[37]